# Colocasia antiquorum
Colocasia antiquorum, a taioba brava, é uma espécie de cará (inhame) pertencente à família Araceae.